# Sudberg
Der Sudberg ist eine rund 240 Meter hohe Erhebung im äußersten Süden der Stadt Wuppertal im Stadtteil Cronenberg und gleichzeitig der Namensgeber für das Wohnquartier Sudberg.

## Topologie
Der Sudberg liegt in dem Städtedreieck Wuppertal, Solingen und Remscheid und in dem Dreieck, in dem der Morsbach bei Müngsten in die Wupper mündet. Die Wupper liegt im Westen am Fuß der Erhebung und das Tal des Morsbaches im Osten. Nach Süden hin geht der Sudberg in den Schöppenberg über und im Norden liegt das Zentrum Cronenbergs.
Im Tal des Morsbaches verläuft die Landesstraße 216 (L 216), die an zahlreichen ehemaligen Schleifkotten vorbeiführt. Im Westen, im Tal der Wupper, verläuft die Landesstraße 74 (L 74), die nach Norden zu den Stadtteilen Elberfeld und Vohwinkel führt.
Die westlichen und östlichen Hänge des Sudbergs sind unbebaut und bewaldet, der westliche Hang gehört zum Staatsforst Burgholz. Die Kuppe ist locker mit Wohnsiedlungen bebaut. Ein Sportplatz befindet sich ebenfalls auf der Kuppe.